# 典獄署
典獄署（チョノクソ）は、李氏朝鮮において囚徒に関する業務を行う官衙。

## 沿革
1. 1392年(太祖元年) 7月28日: 典獄署の官制を定める。
2. 1405年(太宗5年) 3月1日: 典獄署を刑曹の管轄下とする。
3. 1414年(太宗14年) 1月18日: 典獄署の令を丞とし、丞を副丞とする。
4. 1466年(世祖12年) 1月15日: 典獄署の丞を廃止し主簿と参奉をそれぞれ一つずつ置く。
5. 1742年(英祖18年) 10月14日: 典獄署へ参奉二席を新設する。

## 構成
| 品階  | 官職名 | 人員 |
| ----- | ------ | ---- |
| 従7品 | 令     | 2名  |
| 従8品 | 丞     | 2名  |
| なし  | 司吏   | 2名  |

| 品階  | 官職名 | 人員 |
| ----- | ------ | ---- |
| 従7品 | 丞     | 2名  |
| 従8品 | 副丞   | 2名  |
| なし  | 司吏   | 2名  |

| 品階  | 官職名 | 人員 |
| ----- | ------ | ---- |
| 従6品 | 主簿   | 1名  |
| 従9品 | 参奉   | 1名  |
| なし  | 司吏   | 2名  |

| 品階  | 官職名 | 人員 |
| ----- | ------ | ---- |
| 従6品 | 主簿   | 1名  |
| 従9品 | 参奉   | 3名  |
| なし  | 司吏   | 2名  |